# Phasia dysiderci
Phasia dysiderci là một loài ruồi trong họ Tachinidae.